# Бухта Врангеля
Бухта Вра́нгеля — бухта на востоке залива Находка Японского моря. Площадь — 6,16 км².

## История
Бухта открыта экспедицией Василия Бабкина на паровой шхуне «Восток» в 1860 году; названа Бабкиным в честь русского мореплавателя Бернгарда Врангеля.

Найден превосходный рейд Врангеля, который назван мною в честь Бернгарда Васильевича, многоуважаемого моего начальника. — Василий Бабкин

## Описание

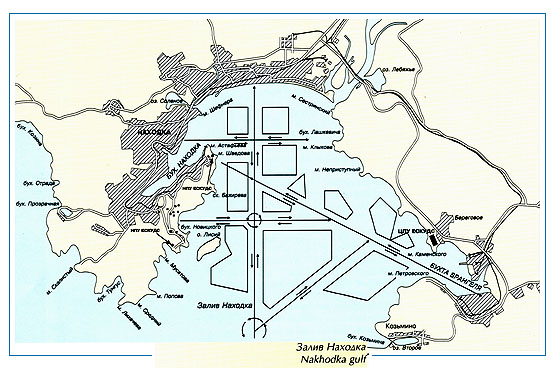
Бухта Врангеля в заливе Находка

Вход в бухту расположен между мысами Каменского и Петровского. Длина 3,5 км, ширина 1,5 км. На берегах бухты находится глубоководный Восточный порт (глубины у причалов около 16 метров, длина причальной стенки — 12 км); вблизи бухты расположен микрорайон Врангель, входящий в состав города Находки.
Бухта имеет полузакрытую акваторию и хорошо защищена от высоких волн. В неё впадает река Хмыловка. На мысе Каменского находится система управления движения судов залива Находка.

## Экологическая обстановка
Бухта Врангеля, как и залив Находка, относится к наиболее загрязнённым акваториям залива Петра Великого. В июне 2010 года в водах бухты Врангеля (наряду с районом устья реки Партизанской, бухты Новицкого и у мыса Козьмина) была установлена экстремально высокая концентрация ртути, которая превышала предельно допустимую норму в 3-4 раза.